# ستاره دریایی شانه قرمز
ستاره دریایی شانه قرمز (نام علمی: Astropecten aranciacus) نام یک گونه از رده ستاره دریایی است. این گونه بومی پرتغال تا آنگولا و دریای مدیترانه است. ستاره دریایی شانه قرمز در نزدیکی سواحل، و صخره‌ای و شنی زندگی می‌کند. ستاره دریایی شانه قرمز معمولاً در اعماق ۲ تا ۱۰۰ متری دریا یافت می‌شود. این ستاره دریایی دارای خارهایی به طول ۱ تا ۳ سانتی‌متر است. رنگ این گونه قرمز تا نارنجی و گاهی زرد و حتی سفید خالص متغیر است که بستگی به محل زندگیش و فراوانی یا کمبود غذا بستگی دارد. ستاره دریایی شانه قرمز یکی از بزرگ‌ترین گونه‌های ستاره دریایی دریای مدیترانه می‌باشد که اندازه متوسط آن تا ۵۵ سانتی‌متر هم می‌رسد اما با این حال بیشتر در اندازه های ۳۰ سانتی‌متری رویت گردیده است. این ستاره دریایی از انواع گوشت‌خوار است که از نرم‌تنان مختلف تغذیه می‌کند.